# Outeiro de Orraca
Outeiro de Orraca es un lugar situado en la parroquia de Santiago de Allariz, del concello de Allariz, en la provincia de Orense, Galicia, España.

## Toponimia
El origen del topónimo es el latín altarium, que es una parte alta o elevación del terreno.